# ویلیام پرسکات
ویلیام پرسکات (William Prescott) (۲۰ فوریه ۱۷۲۶–۱۳ اکتبر ۱۷۹۵)، از سرهنگان آمریکایی حاضر در جنگ انقلابی این کشور بود که در نبرد بانکرهیل نیز فرماندهی نیروهای میهن‌پرست را بر عهده داشت. پرسکات را بیشتر به واسطه دستوری که به سربازانش داد، می‌شناسند: «تا زمانی که سفیدی چشمان‌شان را ندیدید، شلیک نکنید». به این ترتیب نیروهای شورشی از فواصل نزدیک‌تری به سوی دشمن تیراندازی می‌کردند و شلیک‌های آنها دقیق‌تر و کشنده‌تر می‌شد؛ در نتیجه بهتر می‌توانستند موجودی اندک مهمات خود را حفظ کنند. البته در مورد این که چنین جمله ماندگاری ابداع خود او بوده یا توسط شخص دیگری پیش از او نقل شده‌است، اختلاف نظر وجود دارد.

## زندگی
پرسکات در شهر گروتن واقع در ایالت ماساچوست به‌دنیا آمد، البته در آن هنگام هنوز ایست‌پِپیرل بخشی از گروتن محسوب می‌شد. والدینش بنجامین پرسکات (۱۶۹۶–۱۷۳۸) و ابیگیل الیور پرسکات (۱۶۹۷–۱۷۶۵) بودند. وی در ۱۳ آوریل ۱۷۵۸ با ابیگیل هیل (۱۷۳۳–۱۸۲۱) ازدواج کرد، آنها صاحب یک فرزند شدند و او را ویلیام پرسکات جونیور نامیدند. ویلیام پرسکات خانه‌ای در خیابان پرسکات شهر پِپیرل ماساچوست داشت. پِپیرل شهری مرزی در مجاورت هالیس نیوهمپشایر بود. از این رو مدت‌ها سرخ‌پوستان در همسایگی‌شان زندگی می‌کردند، به همین دلیل آنها احساس ناامنی داشتند و هرگز بدون اسلحه برای انجام کارهای روزمره به مزرعه نمی‌رفتند. سرهنگ پرسکات زمین‌های خود را برای پسرش، عالی‌جناب ویلیام پرسکات، به ارث گذاشت. پس از اینکه ویلیام در بوستون درگذشت، نگهداری از آن زمین‌ها به نوه او ویلیام اچ. پرسکات که مؤرخ بود واگذار شد و او زمین‌ها را تحت همان نام اصلی سرخ‌پوستی‌شان حفظ کرد.
پرسکات به عنوان عضوی از نیروهای شبه نظامی استانی در سلسله نبردهای جورج کینگ شرکت داشت و در محاصره سال ۱۷۴۵ لوئیس‌برگ تحت فرماندهی ویلیام پپرل که بخشی از آن عملیات بود، نیز خدمت کرد؛ بنابراین می‌توان گفت او هم در نام‌گذاری شهر پپیرل ماساچوست که به افتخار فرمانده او در این نبرد صورت گرفت و در سال ۱۷۵۳ از گروتن جدا شد، نقش داشته‌است. سرهنگ پرسکات، با درجه ستوانی در عضویت نیروهای استانی بود و در سال ۱۷۵۵ به منظور بیرون راندن فرانسوی‌های بی‌طرف از نوااسکوشیا به آن جا اعزام شد. وی پس از بازگشت، همان‌طور که پیش‌تر اشاره شد، با خانم هیل ازدواج کرد و به سمت سروانی ارتقای یافت. در سال ۱۷۵۵ و با تشدید و گسترش جنگ فرانسویان و سرخ‌پوستان، وی در نبرد فورت بوسژور شرکت کرد. به دلیل خدماتش در این جنگ از او درخواست شد تا به ارتش بریتانیا بپیوندد ولی پرسکات این پیشنهاد را نپذیرفت.

### سال‌های بعدی زندگی
سرهنگ پرسکات تا پایان سال ۱۷۷۶ به خدمت خود در ارتش ادامه داد. وی تا زمانی که آمریکایی‌ها ملزم به ترک گاورنرزآیلند نشدند، دراین شهر مستقر بود. او در پاییز ۱۷۷۷، به صورت داوطلبانه برای کمک به دستگیری ارتش تحت فرماندهی ژنرال بورگوین عازم میدان نبرد شد که در واقع آخرین مأموریت نظامی او بود. بعدها، ویلیام پرسکات به عنوان یکی از اعضای کنگره استانی انتخاب شد، کنگره‌ای که در شهر سالم برگزار گشت. پس از بازنشستگی از ارتش، وی به مدت سه سال به عنوان کارمند شهرداری، عضو انجمن شهر و نماینده مجلس ایالتی خدمت کرد و تا پایان عمر نیز در مقام نائب رئیس دادگاه مشغول به کار بود. با آغاز شورش شیز او بلافاصله به کنکورد عزیمت کرد و به حفاظت از دادگستری و برقراری نظم و قانون اهتمام ورزید. پرسکات سال‌های آتی در مجلس ایالتی ماساچوست فعالیت داشت. همچنین در سال ۱۷۸۶ و در پی احضار شبه‌نظامیان برای سرکوب شورش شیز به آنجا رفت. گفته می‌شود برادراو، الیور پرسکات، در سرکوب این شورش نقش مؤثری ایفا کرده‌است. «نویسنده شخصاً این ماجرا را از سرهنگ پرسکات شنیده‌است که: در سال ۱۷۷۶، هنگامی که با نیروهای خود در نزدیکی نیویورک مستقر بودند، نگهبانان یک فراری بریتانیایی را نزد او آوردند. همین که آنها به اردوگاه نزدیک شدند، فراری نگاهی به نگهبانان انداخت و پرسید «کسی که آنجا ایستاده سرهنگ پرسکات است؟» نگهبان این موضوع را به اطلاع سرهنگ رساند. سرهنگ پرسکات پرسید: «من را از کجا می‌شناسی؟» آن مرد جواب داد: «شما را در بانکر هیل دیدم و بلافاصله به جا آوردم که شما چه کسی هستید.» سرهنگ پرسکات پرسید: «چرا آن وقت من را نکشتی؟» سرباز گفت: «من تمام تلاشم را کردم، راستش وقتی فکر می‌کردم که دیگر نمی‌توانید فرار کنید بیش از یک بار با دقت به سمت شما نشانه رفتم. وقتی هم خیلی به من نزدیک بودید با سرنیزه‌ام چندین ضربه کاری به شما زدم» سرهنگ پرسکات گفت: «تو مرد شجاعی هستی، به چادر من بیا، می‌خواهم از تو پذیرایی کنم». «یک بار هنگام عقب‌نشینی ازمیدان نبرد، سرهنگ پرسکات در خیابان چارلزتاون و در نزدیکی آبراهه وارد خانه‌ای شد که سه چهار نفر در آنجا حضور داشتند و تازه یک ظرف نوشیدنی آماده کرده بودند. آنها پیش از اینکه حتی خود لب به این نوشیدنی بزنند، آن را به سرهنگ پرسکات تعارف کردند. این رفتار برای مردی که داشت از خستگی و تشنگی هلاک می‌شد، بسیار لذت بخش و پسندیده بود. پرسکات ظرف را گرفت، اما قبل از اینکه فرصت نوشیدن آن را پیدا کند، یک گلوله توپ از کنار خانه عبور کرد و آن مردها بلافاصله از آنجا فرار کردند و سرهنگ پرسکات را به حال خود رها کردند تا به تنهایی و با آسودگی خیال محتوی ظرف را بخورد». دکتر اُ. پرسکات بعدها گفت که سرهنگ پرسکات یک میهن‌پرست واقعی بود. او یک همسایه مهربان، نیکوکار و تا حد امکان صلح‌طلب، محبوب و مورد احترام همگان بود. ویلیام پرسکات به علت ورم قفسه سینه در پپیرل درگذشت وبا احترام نظامی که شایسته جایگاه، زندگی و شخصیت او بود، در گورستان والتون به خاک سپرده شد. همسر او نیز در ۲۱ اکتبر ۱۸۲۱ در سن ۸۸ سالگی از دنیا رفت.

### برده‌داری
ویلیام پرسکات هرگز صاحب برده نبود و به این کار معترض بود. وی از اینکه برده‌داری در ماساچوست غیرقانونی اعلام شود، حمایت می‌کرد. از این رو هنگامی که در سال ۱۷۸۳ برده‌داری در این ایالت لغو شد، پرسکات آشکارا جشن گرفت. وی همچنین به صراحت به تمجید از سرباز آمریکایی – آفریقایی به نام سالم پور می‌پرداخت که در کنار او در بانکرهیل جنگیده بود. تمجید او تا آنجا ادامه یافت که حتی نامه‌ای خطاب به دادگاه ماساچوست نوشت و در آن ضمن ستایش رفتار این سرباز، خواستار اعطای پاداش به او شد.

## میراث
به منظور گرامی داشت نبرد بانکرهیل تندیسی از پرسکات ساخته شد و در سال ۱۸۸۱ در چارلزتاون ماساچوست نصب گردید.

## ارجاعات
1. ↑  Bell, J. L. "Who Said, "Don't Fire Till You See the Whites of Their Eyes"?". Boston 1775. Retrieved 5 July 2010.
2. ↑  Surrender of General Burgoyne
3. ↑  "Key to the Surrender of General Burgoyne". Retrieved 2008-01-20.
4. ↑  Military Hall of Honor
5. ↑  https://www.history.com/news/10-things-you-may-not-know-about-the-battle-of-bunker-hill
6. ↑  http://www.masshist.org/teaching-history/loc-slavery/essay.php?entry_id=504#:~:text=1783%20On%20July%208%2C%20slavery,his%20owner%20for%20his%20freedom بایگانی‌شده  در ۲۰۲۱-۱۰-۲۵ توسط Wayback Machine.
7. ↑  https://aaregistry.org/story/salem-poor-an-original-patriot/#:~:text=Poor%20was%20a%20free%20Negro%20in%20Andover%2C%20MA.&text=His%20valor%20and%20gallantry%20at,great%20and%20Distinguished%20a%20Character.